# Haarnet

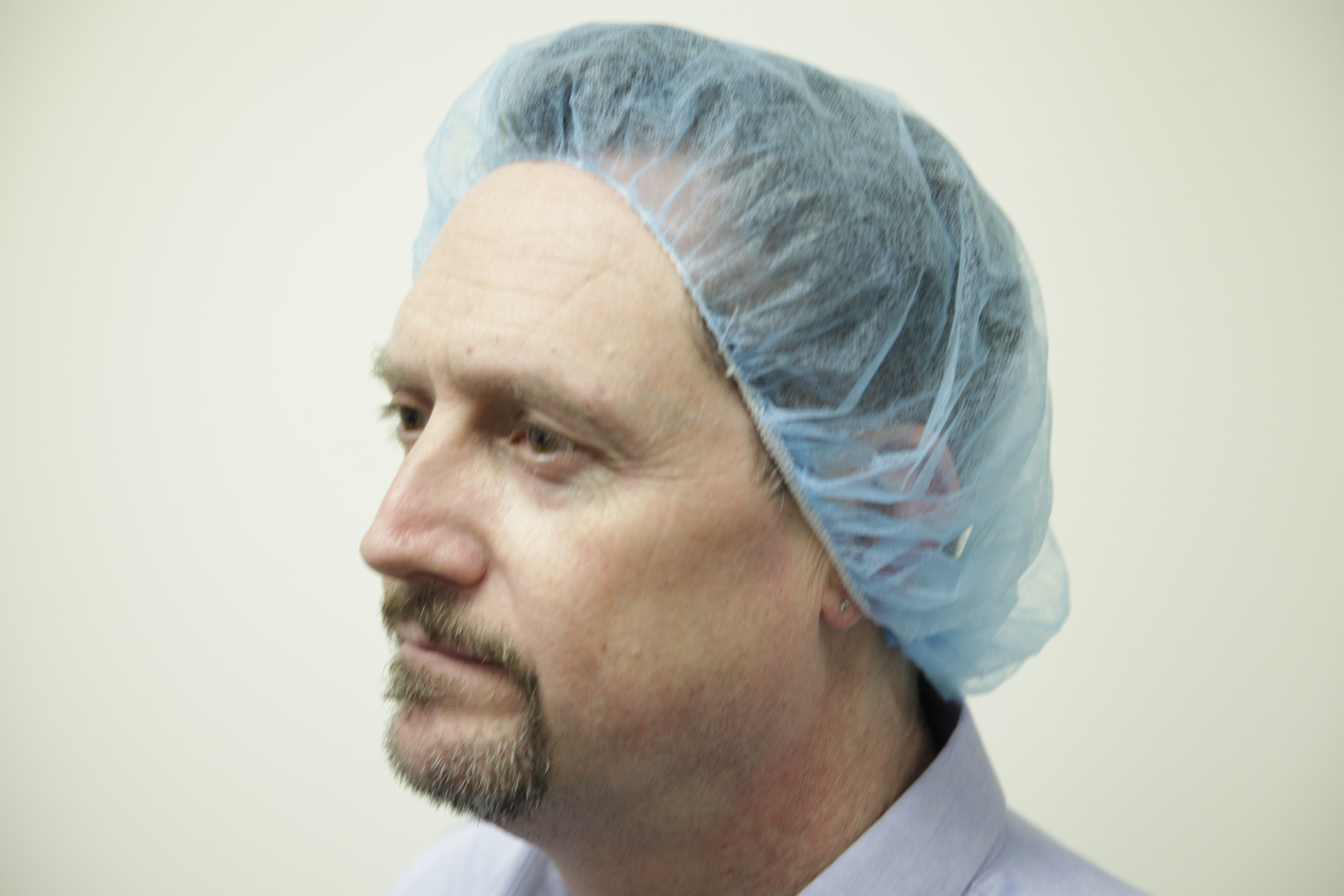
Een medisch haarnetje

Een haarnet is een hoofddeksel waarvan de oorsprong zich terugvindt in de renaissance. Vaak was het kledingstuk een onderdeel van bijvoorbeeld klederdracht.
In moderner gebruik is een haarnet vaak onderdeel van hygiënekledij, om bepaalde contaminaties te voorkomen of verminderen. Ze worden benut in ziekenhuizen, in voedingsverwerkende bedrijven, in farmaceutische bedrijven, in elektronicabedrijven en in keukens van sommige restaurants als koksmuts.